# 卷板机
卷板机（也叫卷圆机）是一种用于对金属板料进行连续点弯曲的机床。按其结构可分为二辊卷板机、三辊卷板机和四辊卷板机。二辊卷板机多加工尺寸较小的料板，而四辊卷板机则通常用于加工大型料板，如船用钢板等。

#### 机械工作原理
通过驱动带动传动辊筒利用辊筒与铁板之间的摩擦力来带动另外两个辊筒辊动, 从而把铁板卷成圆筒状。通过调节辊筒之间的距离, 从而可以调整加工件的厚度和直径。。

#### 四辊卷板机
工作原理：卷板机上辊旋转形式多为机械转动，下辊和两根侧辊升降通常以液压传动。
优点：
1.料板预弯只需一次上料。 
2.可卷制形状较多，包括圆形、弧形、一定条件下锥形等。 
3.直角边较小。 
4.可在设备上直接对料板进行整形和较平。 
缺点：
1.工作时，两个侧辊需改变位置多次，降低了工作效率。 
2.结构复杂，不利于保养和维护。

## 外部連結
- 四辊卷板机